# Giovan Battista Fagiuoli

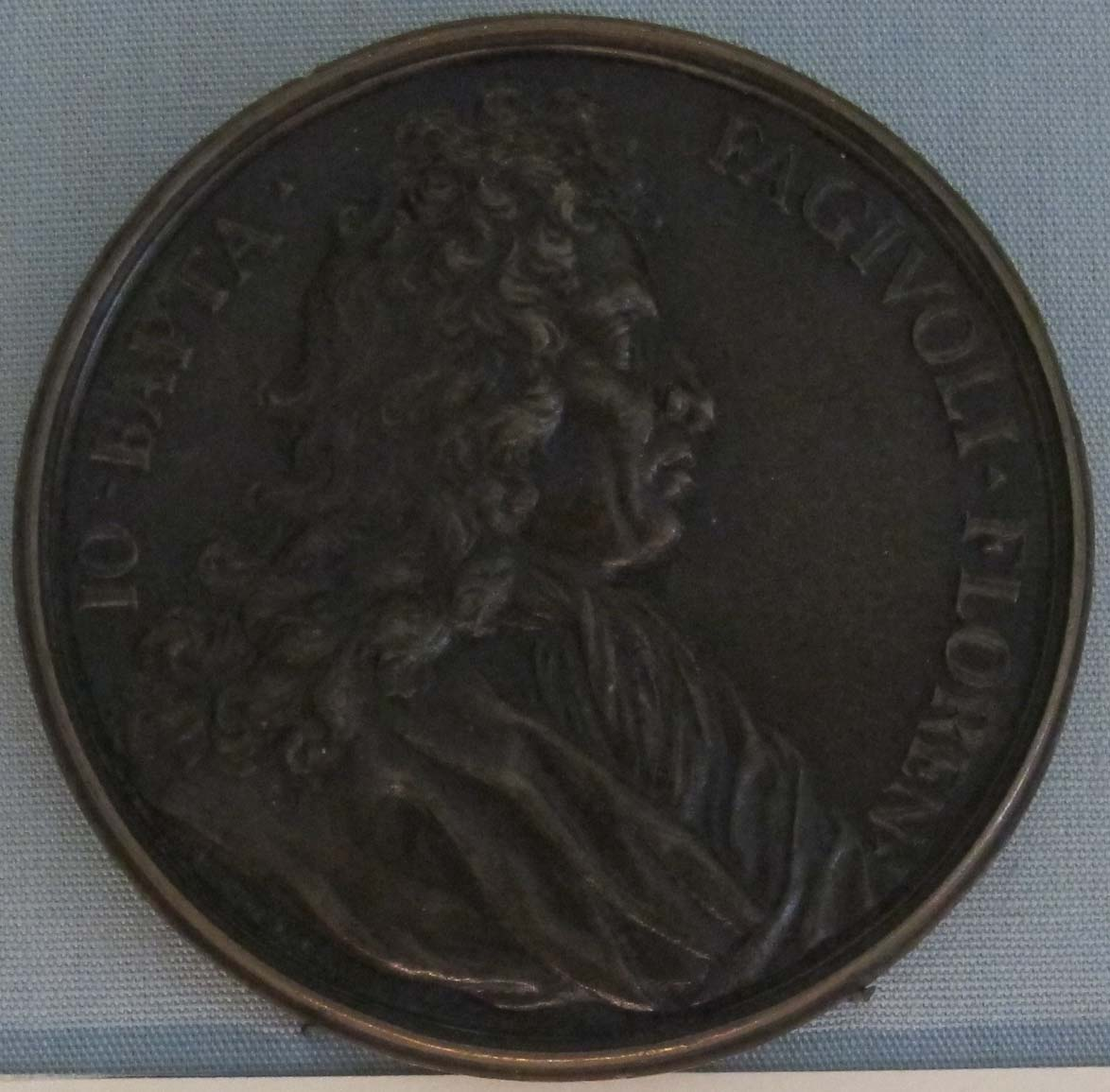
Antonio Selvi, medaglia di Giovan Battista Fagiuoli, 1740 circa

Giovan Battista Fagiuoli (Firenze, 24 giugno 1660 – 1742) è stato uno scrittore, poeta e drammaturgo italiano.

## Biografia

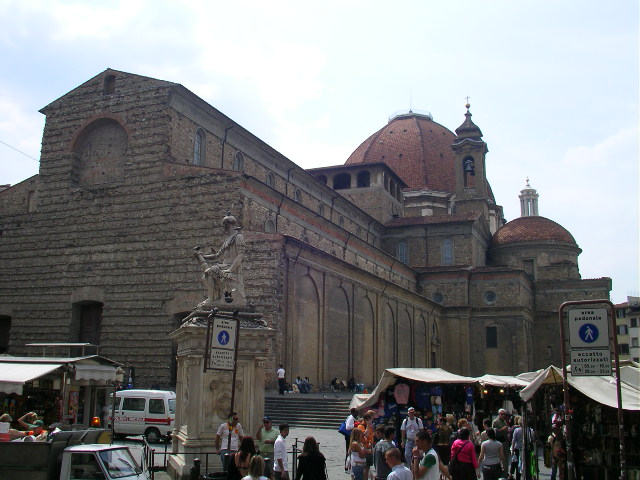
La Basilica di San Lorenzo (esterno)

Studiò letteratura e divenne uno dei più faceti e allegri poeti estemporanei della sua epoca. Fu tenuto in un certo riguardo da parte della Corte Medicea e dalle persone più abbienti di Firenze, che lo accolsero volentieri a mensa e a conversazione per deliziarsi delle sue risposte frizzanti. Il Fagiuoli da ciò ricavava onori, accoglienze e anche qualche beneficio. Si può dire che egli appartenga alla tradizione bernesca, dal nome di Francesco Berni (1497/1535), poeta satirico, autore di un rifacimento dell'Orlando Innamorato, di Capitoli e Rime. La sua satira talvolta fu acuta e tagliente, raramente malvagia.
Fu sepolto a Firenze nella basilica di San Lorenzo.

## Opere
Elenco parziale:
- Rime piacevoli (1729-1730), composte da molti sonetti, tra cui: 
  - Papà Giove, che allude a Roma papale;
  - Il Bere!, canzonetta satirica;
  - Ciapo della Pieve a Settimo - Ai frati suoi padroni, ottave improvvisate a cena;
  - Per le nozze di Goro con la Tonia, sonetto consigliato in tempo di Carnevale;
  - Per un suo Fattore, epistola
- Fagiuolaia (1734) che comprende:
  - La compagnia dei brutti, fagiuolata satirica
- Intermezzi: 
  - Serva scaltrita sa farsi padrona (1733), in cui viene ripreso il tema della serva-padrona introdotto da Iacopo Nelli (La serva padrona, 1708) e che verrà poi ripreso da Giovan Battista Pergolesi (La serva padrona, 1733) e da Carlo Goldoni (La castalda, 1751)[1].
- Commedie (1734-1738); ne scrisse diciannove, tra le quali: 
  - Il marito alla moda
  - Quel che appare non è, ovvero Il cicisbeo sconsolato;
  - Un vero amore non cura interesse.
  - Ciapo tutore, ovvero il podestà di Capraia

Dettati e sentenze
- Motti, burle e facezie, una raccolta di detti.

## Epigramma satirico per i Medici, signori di Firenze
I Medici - pietosi! - ai Fiorentini
Volendo rimediar piaghe e malanni,
Decretaron l'effigie sui fiorini
Del Santo Protettore, San Giovanni;
Però al Santo, al di dietro delle spalle,
Appiopparono - al solito - le palle!
E questa fu, pei Medici, l'eguale
Ricetta... a ogni lor male.